# Crystal Quartz
「Crystal Quartz」（クリスタルクオーツ）は、藤田咲の1枚目のシングルである。2008年9月24日にKONAMIから発売された。

## 収録曲
1. Crystal Quartz
  - 作詞：藤田咲、作曲・編曲：TOMOSUKE
  - 文化放送系ラジオ番組「藤田咲の音がナル箱庭」テーマソング
2. そんな陽だまりの中で
  - 作詞：藤田咲、作曲：岩崎健一郎、佳乃娃茶俐、編曲：岩崎健一郎
  - KONAMI STATIONインターネットラジオ「悠幻の学び舎Radio いもうと学園!おにいちゃん時間だよっ!」エンディングテーマ
3. Crystal Quartz (instrumental)
4. そんな陽だまりの中で (instrumental)